# Rhein-Neckar Löwen

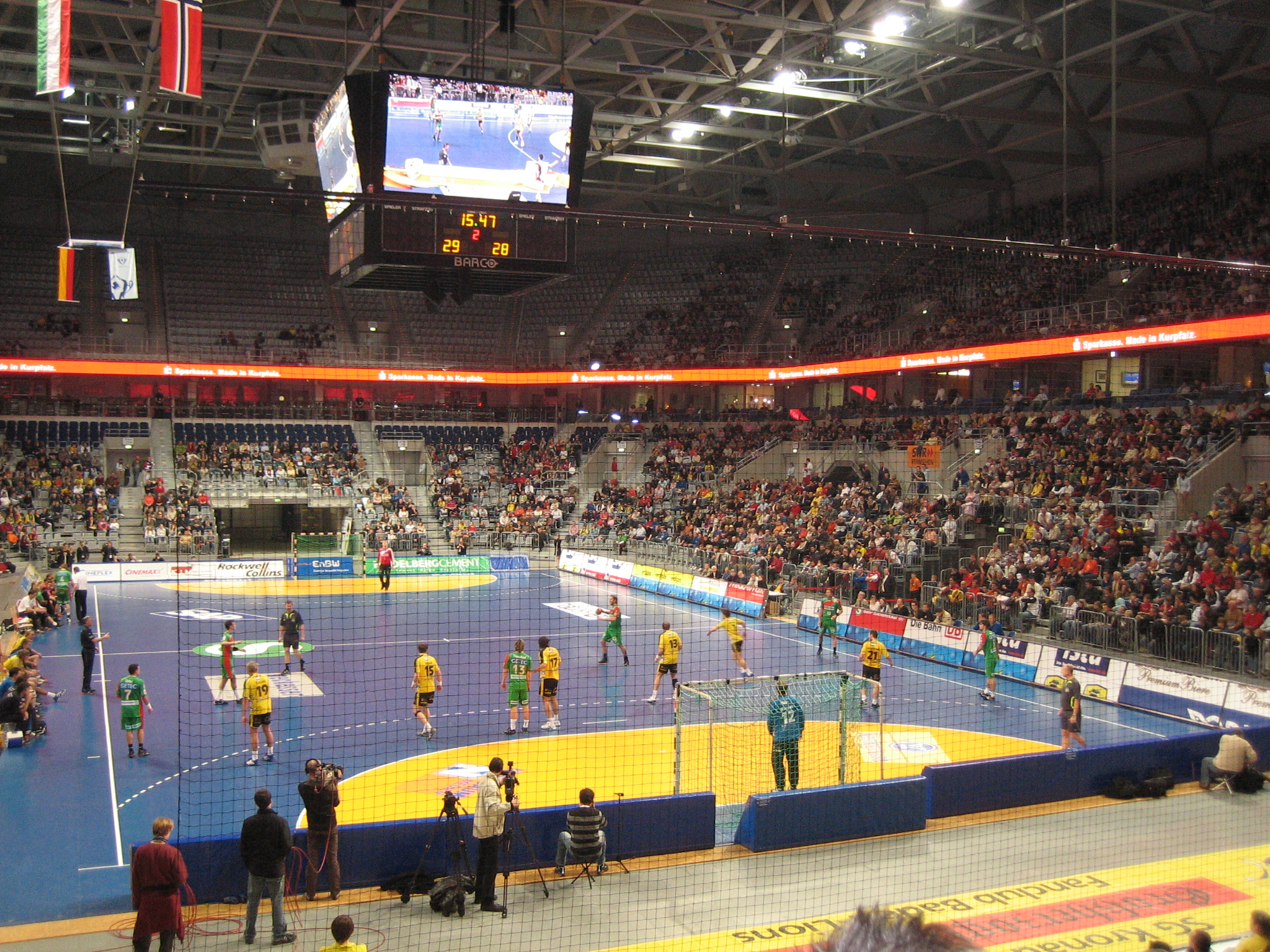
SG Kronau/Östringen mot SC Magdeburg, 8 december 2006.

Rhein-Neckar Löwen, före detta SG Kronau/Östringen, är en handbollsklubb från Mannheim i Tyskland, bildad 2002 genom en sammanslagning av klubbarna TSG Kronau och TSV Baden Östringen. 2007 bytte klubben namn till Rhein-Neckar Löwen. Laget spelar sina hemmamatcher i SAP Arena.

## Historia

### De första tio åren
2002 bildades SG Kronau/Östringen genom en sammanslagning av klubbarna TSG Kronau och TSV Baden Östringen.
2007 köpte den danske affärsmannen Jesper Laustrup Nielsen klubben och bytte namn från SG Kronau/Östringen till Rhein-Neckar Löwen. Samtidigt pumpades stora summor pengar in i klubben och man genomförde stora värvningar av spelare som till exempel Henning Fritz, Christian Schwarzer, Karol Bielecki och Oliver Roggisch.

### Säsongen 2010/2011
Säsongen 2010/2011 blev lagets bästa i Europa hittills men i ligan slutade laget på fjärde plats, vilket sågs som en besvikelse.
Säsongen innan hade laget slutat fyra i ligan och fick därmed spela om ett wildcard till EHF Champions League. Laget tog chansen och kvalificerade sig därmed till gruppspelet. I gruppspelet fick laget hård konkurrens i lagen THW Kiel, FC Barcelona, Chambéry Savoie HB, RK Celje och KS Vive Targi Kielce. Laget slutade ändå tvåa bakom THW Kiel, före trean FC Barcelona som senare visade sig vara det bästa laget i turneringen och förlorade bara poäng en gång hemma i Barcelona, mot just Rhein-Neckar Löwen. 
Efter gruppspelet ställdes de mot RK Zagreb. Rhein-Neckar Löwen gick vidare, efter två tuffa matcher med den totala målskillnaden 55-58 (28-31 borta, 27-27 hemma), till kvartsfinal. Där ställdes de mot Montpellier HB som dittills hade gjort en bra säsong. Mötena blev tuffa. I första matchen hemma i SAP Arena blev det förlust, 27-29, och laget var tvunget att vinna returmötet på bortaplan med minst två mål. Frankrikes stjärna Nikola Karabatić gjorde som han vill och halvtidsresultatet ställdes till 17-15, ledning för fransoserna. Andra halvlek skulle bli någonting helt annorlunda. Tyskarnas polske målvakt Sławomir Szmal briljerar i målet och stjärnan Uwe Gensheimer började leverera framåt. Rhein-Neckar Löwen vände på steken och vann matchen med hela 36-25. Uwe Gensheimer noterades för 10 mål i matchen. Därmed var laget kvalificerat för Final 4 i Köln. Övriga lag som kvalificerat sig var BM Ciudad Real, FC Barcelona och HSV Hamburg.
Semifinalen spelades mot FC Barcelona, med en storspelande Danijel Šarić som målvakt. FC Barcelona gick segrande ut striden, med 30-28, och istället för final fick Rhein-Neckar Löwen spela match om tredjepris mot HSV Hamburg.
Matchen började bra för HSV Hamburg, som ledde med ett par bollar, innan Rhein-Neckar Löwen jobbade sig nästan ikapp. Det visade sig att tiden var för knapp, samtidigt som HSV Hamburgs målvakt gjorde några viktiga räddningar. Även denna match förlorades således, 33-31, och laget slutade på fjärde plats. Uwe Gensheimer fick ta emot pris som turneringens bästa spelare. Han gjorde totalt 118 mål, cirka 7 mål per match, vilket var flest av alla i turneringen under säsongen. Hans bästa match målmässigt var hemmamatchen i gruppspelet mot FC Barcelona, då han gjorde 15 mål.

### Efter 2011
Klubben ägdes mellan 2007 och 2011 av Jesper Laustrup Nielsen, som senare också ägde den nu nedlagda klubben AG Köpenhamn. När han 2011 bildade AG Köpenhamn och lämnade Rhein-Neckar Löwen, tog han med sig flera spelare från Rhein-Neckar Löwen, bland andra Ólafur Stefánsson och Guðjón Valur Sigurðsson.
2015/2016 vann klubben Handball-Bundesliga för första gången i klubbens historia.
Säsongen 2016/2017 försvarade klubben sin tyska titel.

## Spelartrupp 2023/24
| Nr | Land     | Pos | Namn                    |
| -- | -------- | --- | ----------------------- |
| 1  | Sverige  | MV  | Mikael Appelgren        |
| 29 | Tyskland | MV  | David Späth             |
| 35 | Tyskland | MV  | Joel Birlehm            |
| 3  | Tyskland | V6  | Uwe Gensheimer          |
| 5  | Tyskland | V6  | Lion Zacharias          |
| 6  | Danmark  | H9  | Niclas Kirkeløkke       |
| 8  | Tyskland | M9  | Magnus Grupe            |
| 9  | Danmark  | M6  | Steven Plucnar Jacobsen |
| 10 | Tyskland | M9  | Juri Knorr              |
| 11 | Island   | M9  | Arnór Snær Óskarsson    |
| 15 | Tyskland | V6  | David Móré              |

| Nr | Land     | Pos | Namn                   |
| -- | -------- | --- | ---------------------- |
| 19 | Tyskland | V9  | Philipp Ahouansou      |
| 20 | Danmark  | V9  | Andreas Holst Jensen   |
| 22 | Sverige  | V9  | Gustav Davidsson       |
| 24 | Tyskland | H6  | Patrick Groetzki       |
| 25 | Sverige  | V9  | Olle Forsell Schefvert |
| 26 | Tyskland | H6  | Niklas Michalski       |
| 33 | Island   | M6  | Ýmir Örn Gíslason      |
| 42 | Danmark  | H9  | Jon Lindenchrone       |
| 45 | Kroatien | V9  | Halil Jaganjac         |
| 80 | Tyskland | M6  | Jannik Kohlbacher      |

## Meriter
- Tyska mästare: 2016, 2017
- Tyska cupen: 2018, 2023
- DHB-Supercup: 2016, 2017, 2018
- EHF-cupen / EHF European League: 2013

## Ungdomsverksamhet
Klubben bedriver även ungdomsverksamhet som kallas Team Baden. Team Baden består av unga talanger från trakterna kring Mannheim och fungerar därmed som ett stadslag. Laget ställer upp i många turneringar, bland annat Lundaspelen, och har ofta stora framgångar både på pojk- och flicksidan.

### Team Badens meriter
- Tyska A-ungdomsmästare: 2008